# Alphasatellitidae

Virion der Geminialphasatellitinae von außen

Die Alphasatellitidae sind eine Familie Satellitenviren, die zu ihrer Replikation auf ein Helfervirus angewiesen sind. Ihr Genom ist ein einzelnes zirkuläres Einzelstrang-DNA-Molekül. Sie werden auch informell als Alphasatelliten oder kurz α-Satelliten bezeichnet.
Die ersten Alphasatelliten wurden 1999 beschrieben und mit den Viren der Baumwollblattroll- und der Gelbaderkrankheit bei Ageratum-Pflanzen (Cotton leaf curl / Ageratum yellow vein disease) in Verbindung gebracht. Diese Viren gehören alle der Gattung Begomovirus aus der Familie Geminiviridae an. Seitdem Begomoviren auf molekularer Ebene charakterisiert wurden, wird auch eine zunehmende Zahl von Alphasatelliten beschrieben.
Innerhalb der Familie Alphasatellitidae werden derzeit (Juni 2021) drei Unterfamilien unterschieden: Geminialphasatellitinae (mit Helferviren aus der Familie Geminiviridae), Nanoalphasatellitinae (mit Helferviren aus der Familie Nanoviridae) und Petromoalphasatellitinae (mit Helferviren aus der Familie Metaxyviridae)
Die Petromoalphasatellitinae sind 2021 dazu gekommen; ihr Name leitet sich ab von perennial tropical monocotyledons. Die Familie Metaxyviridae ist eine Schwesterfamilie der Nanoviridae und ihre Helferviren rekrutieren sich nach derzeitiger Kenntnis einzig aus der Spezies Coconut foliar decay virus. Alle Helferviren gehören dem Phylum Cressdnaviricota von CRESS-DNA-Viren an.
Diese Viren wurden früher als DNA1-Komponenten (DNA 1 components) bezeichnet.
Aplhasatelliten wurden zunächst (vor allem) in der Alten Welt gefunden. Inzwischen wurden aber auch mehrere aus der Neuen Welt isoliert, ihre Verbindung mit potentiellen Helferviren muss jedoch oft noch genauer untersucht werden.

## Beschreibung
Da das Virus-Genom der Alphasatellitidae im Kapsidprotein der Helferviren verpackt wird, gibt es keine Virionen mit alphasatellitidae-spezifischer Morphologie.
Zudem benötigen Alphasatellitidae, die mit Begomoviren assoziiert sind (Unterfamilie Geminialphasatellitinae), diese Helferviren auch für die Fortbewegung in den Pflanzen (den Wirten der Begomoviren), und die Übertragung durch Insekten (als Vektoren).
Sie sind lediglich zur Reproduktion ihres Genoms in den Wirtspflanzen fähig. Sie scheinen selbst keine Krankheiten in Pflanzen zu verursachen; möglicherweise sind sie in der Lage, den Schweregrad einer Infektion durch die Begomoviren zu verringern (in Art der Virophagen). Abgesehen davon scheinen sie den Verlauf der Infektion durch die Begomoviren nicht zu verändern.
Alphasatelliten sind auch in Verbindung mit Nanoviridae beschrieben worden (Unterfamilie Nanoalphasatellitinae).
Das von den Nanoviridae „geborgte“ Kapsid ist wie bei diesen von ikosaedrischer Geometrie und klein (Größe etwa 12 nm). Aufgrund des segmentierten Genoms der Nanoviridae wurden diese zunächst nicht als eigenständige Genome erkannt.

## Genom

Genomkarte der Alphasatellitidae

Das Genom der Alphasatellitidae ist zwischen 1300 und 1400 nt (Nukleotiden) lang und weist drei konservierte Merkmale auf:
- eine Haarnadelstruktur (en. hairpin structure),
- einen einzelnen offenen Leserahmen (en. Open reading Frame (ORF)) und
- eine adeninreiche Region.

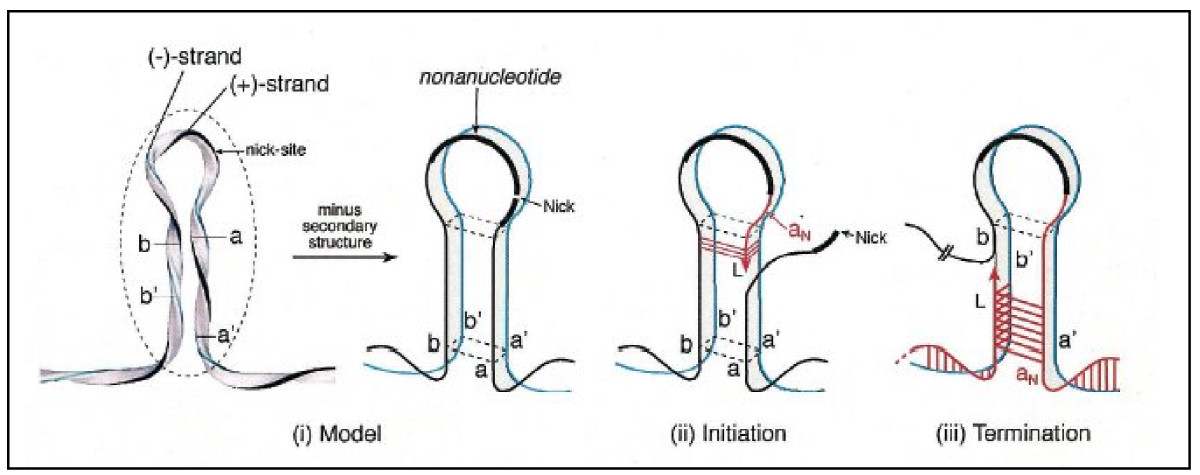
Die Haarnadelstruktur (stem-loop) des Replikationsursprungs: RC-Replikationsstart per melting pot-Mechanismus

Die Haarnadelstruktur ist eine Gemeinsamkeit mit den Cressdnaviricota, zu denen die Helfeviren gehören. Sie hat eine Schleife, die das Nanonukleotid TAGTATTAC enthält. Dieses Nonanukleotid ist auch allen Nanoviidae gemeinsam und unterscheidet sich von der TAATATTAC-Sequenz der Geminiviridae nur in einem einzigen Nukleotid.
Wie bei allen Cressdnaviricota folgt die Genom-Replikation dem Modell der sog.
Rolling-Circle-Replikation (RC-Replikation).
Die (auch als stem loop, Stammschleife) bezeichnete Haarnadelstruktur enthält den Replikationsursprung (Ori) und wird durch das Replikationsinitiatorprotein (REP oder Rep) eingekerbt, um die virale DNA-Replikation zu starten.
Anhand der Haarnadelstrukturen können Alphasatelliten in noch kleinere Kladen (Gattungen) unterteilt werden.
Da der offene Leserahmen (ORF) für ein den Nanoviridae ähnliches Rolling-Circle-Replikationsinitiatorprotein (RC-Rep) kodiert, wird er auch als rep-Gen bezeichnet.
Das REP-Protein hat ein Molekulargewicht von 32–37 kDa (Kilo-Dalton) mit ~320 Aminosäuren. Es ist hoch konserviert mit 86,3–100,0 % Aminosäuresequenzidentität zwischen den Isolaten.
Unmittelbar nach dem rep-Gen (dem Gen für das Rep-Protein) befindet sich im Genom eine adeninreiche Region mit einer Länge von ca. 153–169 nt und einem Adenin-Gehalt zwischen 52,3 und 58,4 %. Vermöge phylogenetischer Analyse dieser Region lassen sich Kladen der Alphasatellitidae identifizieren, die denen entsprechen, die bei der phylogenetischen Analyse des gesamten Genoms gefunden wurden.
Dieser Teil des Genoms scheint redundant zu sein.
Im Jahr 2010 haben G. Romay und Kollegen von einem mutmaßlichen Mitglied der Alphasatellitidae mit der vorgeschlagenen Bezeichnung Melon chlorotic mosaic virus alphasatellite 1 (MeCMVa1) und dem Helfervirus Melon chlorotic mosaic virus (MeCMV) aus der Gattung Begomovirus berichtet. Im Genom von MeCMVa1 gibt es mutmaßlich einen zweiten ORF. Die Bedeutung dieses Befundes (falls überhaupt vorhanden) war zum Zeitpunkt der Veröffentlichung noch nicht bekannt.
Obwohl das Genom der Alphasatellitidae unsegmentiert ist, scheint es Rekombinationserignisse sowohl unter den Satelliten (als auch ihren Helferviren) zu geben.

## Anwendung
Alphasatelliten wurden bei der Entwicklung von Studien zum viralen Gen-Silencing eingesetzt.

## Evolution

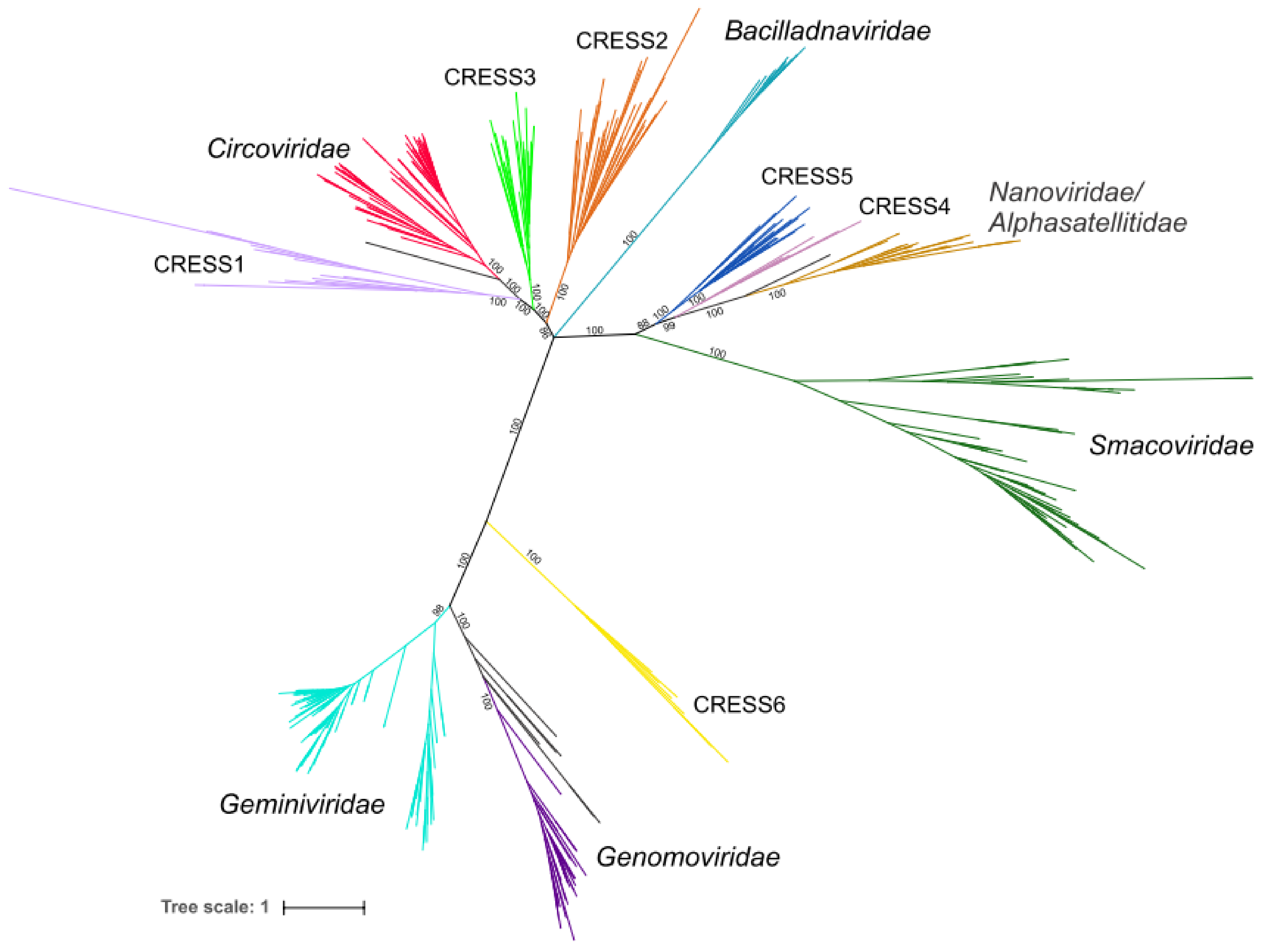
Ungewurzelter Phylogenetischer Baum der CRESS-DNA-Viren nach Kazlauskas, Varsani und Krupovic (2018).

Angesichts der Ähnlichkeiten zwischen den Rep-Proteinen der Alphasatelliten und der Nanoviridae ist es wahrscheinlich, dass sich die Alphasatelliten aus den Nanoviridae entwickelt haben. Dies legt nahe, dass die Alphasatellitidae in der Umgebung der Nanoviridae,
vielleicht in der sie enthaltenden Ordnung Mulpavirales anzusiedeln sind. Die Genom-Architektur macht eine Zugehörigkeit zum Phylum Cressdnaviricota wahrscheinlich,
ist aber vom ICTV derzeit (24. Juni 2021) noch nicht offiziell bestätigt. Um diese Fragen zu klären, sind weitere Arbeiten in diesem Bereich erforderlich.

## Systematik
Satellitenviren können seitens des International Committee on Taxonomy of Viruses (ICTV) mit eigenen Namensendungen versehen werden (unterschiedlich zu denen für normale Viren): -satellitidae für Familien, -satellitinae für Unterfamilien und -satellite für Gattungen (und darunter).
Die Alphasatelliten werden taxionomisch in der Familie Alphasatellitidae zusammengefasst.
Diese Familie hat mit Stand Juni 2024 offiziell bestätigt drei Unterfamilien, 18 Gattungen und 85 Arten.
Die folgenden Unterfamilien, Gattungen und Spezies sind anerkannt:
Familie Alphasatellitidae
- Unterfamilie Geminialphasatellitinae – Helferviren: Geminiviridae

- Gattung Ageyesisatellite (2 Arten)
  - Spezies Ageyesisatellite agerasingaporense mit Ageratum yellow vein Singapore alphasatellite (AYVSGA-[SG-98]) – Isolat SG-98
  - Spezies Ageyesisatellite gossypiarabiaense mit Cotton leaf curl Saudi Arabia alphasatellite (CLCuSAA) – Isolat SA-Jazan-13

- Gattung Clecrusatellite (15 Arten)
  - Spezies Clecrusatellite benincasae mit Ash gourd yellow vein mosaic alphasatellite (AsGYVMA)
  - Spezies Clecrusatellite capsici (früher Capsicum India alphasatellite) mit Begomovirus-associated alphasatellite sp. (CIA)
  - Spezies Clecrusatellite chiapasense (früher Chiapas weed alphasatellite) mit Begomovirus-associated alphasatellite (ChiWA)
  - Spezies Clecrusatellite cleomis mit Cleome leaf crumple alphasatellite (ClLCrA)
  - Spezies Clecrusatellite crotonis mit Croton yellow vein mosaic alphasatellite (CrYMMA)
  - Spezies Clecrusatellite cucumeris mit Melon chlorotic mosaic alphasatellite (MeCMA)
  - Spezies Clecrusatellite euphorbiae mit Euphorbia yellow mosaic alphasatellite (EuYMA)
  - Spezies Clecrusatellite guatemalaense mit Whitefly associated Puerto rico alphasatellite 2 alias Whitefly associated Guatemala alphasatellite 2 (WfaGA 2)
  - Spezies Clecrusatellite puertoricoense mit Whitefly associated Puerto Rico alphasatellite 1 (WfaPRA 1)
  - Spezies Clecrusatellite sidacubaense mit Sida Cuba alphasatellite (SiCUA)
  - Spezies Clecrusatellite solanumanandense mit Tomato leaf curl Anand alphasatellite (ToLCuAA)
  - Spezies Clecrusatellite solanumdelhiense mit Tomato leaf curl New Delhi alphasatellite (ToLNDA)
  - Spezies Clecrusatellite solanumflavusamaculasecundi mit Tomato yellow spot alphasatellite 2 (ToYSA2)
  - Spezies Clecrusatellite solanumflavusmaculaprimi mit Tomato yellow spot alphasatellite (ToYSA)
  - Spezies Clecrusatellite solanumvirudhunagarense mit Tomato leaf curl Virudhunagar alphasatellite (ToLCViA)

- Gattung Colecusatellite (27 Arten)
  - Spezies Colecusatellite abelmoschusvenae mit Bhendi yellow vein alphasatellite (BhYVA)
  - Spezies Colecusatellite agerati mit Ageratum enation alphasatellite (AEV)
  - Spezies Colecusatellite ageravenachinaense mit Ageratum yellow vein China alphasatellite (AYVCNA)
  - Spezies Colecusatellite ageravenae mit Ageratum yellow vein alphasatellite (AYVA)
  - Spezies Colecusatellite ageravenaindiaense mit Ageratum yellow vein India alphasatellite (AYVIA)
  - Spezies Colecusatellite capsici mit Chilli leaf curl alphasatellite (ChLCA)
  - Spezies Colecusatellite gossypiaegyptense mit Cotton leaf curl Egypt alphasatellite (CLCuEA)
  - Spezies Colecusatellite gossypigeziraense mit Cotton leaf curl Gezira alphasatellite (CLCuGeA)
  - Spezies Colecusatellite gossypilucknowense mit Cotton leaf curl Lucknow alphasatellite (ChLCA)
  - Spezies Colecusatellite gossypimultanense (früher Cotton leaf curl Multan alphasatellite) mit Cotton leaf curl Multan colecusatellite (CLCuMuA)
  - Spezies Colecusatellite gossypiumdarwinii mit Gossypium darwinii symptomless alphasatellite (GDarSLA)
  - Spezies Colecusatellite helianthuskarnatakaense mit Sunflower leaf curl Karnataka alphasatellite (SLCKaA)
  - Spezies Colecusatellite malvastri mit Malvastrum yellow mosaic alphasatellite (MaYA)
  - Spezies Colecusatellite malvastrumcameroonense (früher Malvastrum yellow mosaic Cameroon alphasatellite) mit Malvastrum yellow mosaic Cameroon satellite (MaYMCMA)
  - Spezies Colecusatellite manihotismadagascarense mit Cassava mosaic Madagascar alphasatellite (CMMGA)
  - Spezies Colecusatellite nicotianae mit Tobacco curly shoot alphasatellite (TbCSA)
  - Spezies Colecusatellite pedilanthi mit Pedilanthus leaf curl alphasatellite (PeLCA)
  - Spezies Colecusatellite sidaprimi mit Sida leaf curl alphasatellite (SiLCuA)
  - Spezies Colecusatellite sidasecundi mit Sida leaf curl alphasatellite 2 (SLCuA2)
  - Spezies Colecusatellite sidavietnamense mit Sida yellow vein Vietnam alphasatellite (SiYVVA)
  - Spezies Colecusatellite solanumbueaense mit Tomato leaf curl Buea alphasatellite (ToLCuBuA)
  - Spezies Colecusatellite solanumcameroonense mit Tomato leaf curl Cameroon alphasatellite (ToLCuCMA)
  - Spezies Colecusatellite solanumflavuschinaense mit Tomato yellow leaf curl China alphasatellite (TYLCCA)
  - Spezies Colecusatellite solanumflavusthailandense mit Tomato yellow leaf curl Thailand alphasatellite (TYLCTHA)
  - Spezies Colecusatellite solanumflavusyunnanense mit Tomato yellow leaf curl Yunnan alphasatellite (TYLCYA)
  - Spezies Colecusatellite solanumpakistanense (früher Tomato leaf curl Pakistan alphasatellite) mit Tomato leaf curl alphasatellite (ToLCPKA)
  - Spezies Colecusatellite synedrellae mit Synedrella leaf curl alphasatellite (SyLCA)

- Gattung Draflysatellite (1 Art)
  - Spezies Draflysatellite libellulae mit Dragonfly associated alphasatellite (DaA)

- Gattung Gosmusatellite (8 Arten)
  - Spezies Gosmusatellite abelmoschi mit Okra enation leaf curl alphasatellite (OEnLCuA)
  - Spezies Gosmusatellite abelmoschuscameroonense mit Okra yellow crinkle Cameroon alphasatellite (OkYCCA)
  - Spezies Gosmusatellite alceae mit Hollyhock yellow vein alphasatellite (HoYVA)
  - Spezies Gosmusatellite ecliptae mit Eclipta yellow vein alphasatellite (EcYVA)
  - Spezies Gosmusatellite gossypicameroonense mit Cotton leaf curl Gezira alphasatellite 3 alias Cotton leaf curl Cameroon alphasatellite (CLCuCMA)
  - Spezies Gosmusatellite gossypiummustelini mit Gossypium mustelinum symptomless alphasatellite (GMusSLA)
  - Spezies Gosmusatellite mestae mit Mesta yellow vein mosaic alphasatellite (MeYVMA)
  - Spezies Gosmusatellite vernoniafujianense mit Vernonia yellow vein Fujian alphasatellite (VeYVFA)

- Gattung Somasatellite (1 Art)
  - Spezies Somasatellite sorghi mit Sorghum mastrevirus associated alphasatellite (SmaA)

- Gattung Whiflysatellite (1 Art)
  - Spezies Whiflysatellite guatemalaense mit whitefly associated Guatemala alphasatellite 1 (WfaGA1)

- Unterfamilie Nanoalphasatellitinae – Helferviren: Nanoviridae

- Gattung Clostunsatellite (5 Arten)
  - Spezies Clostunsatellite astragali mit milk vetch dwarf alphasatellite 2 (MVDA 2)
  - Spezies Clostunsatellite pisi mit pea necrotic yellow dwarf alphasatellite 2 (PNYDA 2)
  - Spezies Clostunsatellite sophokerman mit Sophora yellow stunt alphasatellite 5 (SYSA 5)
  - Spezies Clostunsatellite sophorae mit Sophora yellow stunt alphasatellite 4 (SYSA 4)
  - Spezies Clostunsatellite trifolii mit subterranean clover stunt alphasatellite 2 (SCSA 2)

- Gattung Fabenesatellite (1 Art)
  - Spezies Fabenesatellite fabae mit Faba bean necrotic yellows alphasatellite 2 (FBNYCA 2)

- Gattung Milvetsatellite (1 Art)
  - Spezies Milvetsatellite japastra mit Milk vetch dwarf alphasatellite 3 (MVDA 3)

- Gattung Mivedwarsatellite (7 Arten)
  - Spezies Mivedwarsatellite astragali mit milk vetch dwarf alphasatellite 1 (MVDA 1)
  - Spezies Mivedwarsatellite erbse mit pea necrotic yellow dwarf alphasatellite 1 (PNYDA 1)
  - Spezies Mivedwarsatellite fabazerbai mit faba bean necrotic stunt alphasatellite (FBNSA)
  - Spezies Mivedwarsatellite petrocremlingense mit Parsley severe stunt alphasatellite 4 (PSSA4)
  - Spezies Mivedwarsatellite petroselini mit Parsley severe stunt alphasatellite 3 (PSSA3)
  - Spezies Mivedwarsatellite sinastra mit Milk vetch dwarf C1 alphasatellite alias Milk vetch dwarf China alphasatellite (MVDChA)
  - Spezies Mivedwarsatellite sophalope mit Sophora yellow stunt alphasatellite 2 (SYSA 2)

- Gattung Sophoyesatellite (2 Arten)
  - Spezies Sophoyesatellite sophira mit Sophora yellow stunt alphasatellite 3 (SYSA 3)
  - Spezies Sophoyesatellite vicraccae mit Cow vetch latent virus alphasatellite alias Cow vetch latent alphasatellite (CVLA)

- Gattung Subclovsatellite (4 Arten)
  - Spezies Subclovsatellite bitbea mit Sophora yellow stunt alphasatellite 1 (SYSA1)
  - Spezies Subclovsatellite fababea mit Faba bean necrotic yellows alphasatellite 1 (FBNYA 1)
  - Spezies Subclovsatellite trisubterrae mit Subterranean clover stunt alphasatellite 1 (SCSCA 1)
  - Spezies Subclovsatellite tunisifabae mit Faba bean necrotic yellows virus associated alphasatellite 1 alias Faba bean necrotic yellows alphasatellite 3 (FBNYA 3)

- Unterfamilie Petromoalphasatellitinae[6] – Helferviren: Metaxyviridae

- Gattung Babusatellite (1 Art, früher Nanoalphasatellitinae)
  - Spezies Babusatellite musae mit Banana bunchy top alphasatellite 1 (BBTA 1)

- Gattung Cocosatellite (4 Arten)
  - Spezies Cocosatellite cocos mit Coconut foliar decay alphasatellite 1 (CFDA1)
  - Spezies Cocosatellite kelapa mit Coconut foliar decay alphasatellite 4 (CFDA4)
  - Spezies Cocosatellite niadamu mit Coconut foliar decay alphasatellite 2 (CFDA2)
  - Spezies Cocosatellite popo mit Coconut foliar decay alphasatellite 5 (CFDA5)

- Gattung Coprasatellite (1 Art)
  - Spezies Coprasatellite niu mit Coconut foliar decay alphasatellite 7 (CFDA7)

- Gattung Kobbarisatellite (1 Art)
  - Spezies Kobbarisatellite kokonas mit Coconut foliar decay alphasatellite 3 (CFDA3)

- Gattung Muscarsatellite (3 Arten)
  - Spezies Muscarsatellite cardamomi mit Cardamom bushy dwarf alphasatellite (CaBuDA)
  - Spezies Muscarsatellite haikoumusa mit Banana bunchy top alphasatellite 3 (BBTA 3)
  - Spezies Muscarsatellite vietmusa mit Banana bunchy top alphasatellite 2 (BBTA 2)